# Dick Creith
Dick Creith (Bushmills, 28 de agosto de 1938) es un ex-piloto británico de motociclismo, que participó en el Campeonato del Mundo de Motociclismo desde 1959 hasta 1965. Ganó la carrera de 500cc del Gran Premio del Úlster de 1965 y dos veces la North West 200 de Irlanda del Norte.

## Resultados en el Campeonato del Mundo
Sistema de puntuación desde 1950 hasta 1968:
| Posición | 1 | 2 | 3 | 4 | 5 | 6 |
| Puntos   | 8 | 6 | 4 | 3 | 2 | 1 |

Sistema de puntuación desde 1969 en adelante:
| Posición | 1  | 2  | 3  | 4 | 5 | 6 | 7 | 8 | 9 | 10 |
| Puntos   | 15 | 12 | 10 | 8 | 6 | 5 | 4 | 3 | 2 | 1  |

(Carreras en negrita indica pole position; carreras en cursiva indica vuelta rápida)
| Año  | Clase | Moto   | 1     | 2     | 3     | 4       | 5     | 6       | 7       | 8     | 9       | 10    | 11    | 12    | 13    | Pts | Pos |
| ---- | ----- | ------ | ----- | ----- | ----- | ------- | ----- | ------- | ------- | ----- | ------- | ----- | ----- | ----- | ----- | --- | --- |
| 1959 | 500cc | Norton | FRA - | IOM - | GER - | NED -   | BEL - |         | ULS Ret | NAT - |         |       |       |       |       | 0   | -   |
| 1960 | 500cc | BSA    | FRA - | IOM - | NED - | BEL -   | GER - | ULS 22  | NAT -   |       |         |       |       |       |       | 0   | -   |
| 1962 | 500cc | Norton |       |       | IOM - | NED -   | BEL - | ULS Ret | RDA -   | NAT - | FIN -   | ARG - |       |       |       | 0   | -   |
| 1963 | 500cc | Norton |       |       |       | IOM Ret | NED - | BEL -   | ULS 11  | RDA - | FIN -   | NAT - | ARG - |       |       | 0   | -   |
| 1964 | 350cc | -      |       |       |       | IOM -   | NED - |         | GER -   | RDA - | ULS Ret | FIN - | NAT - | JPN - |       | 0   | -   |
| 1964 | 500cc | Norton | USA - |       |       | IOM -   | NED - | BEL -   | GER -   | RDA - | ULS 2   | FIN - | NAT - |       |       | 6   | 9.º |
| 1965 | 500cc | Norton | USA - | GER - |       |         | IOM - | NED -   | BEL -   | RDA - | CZE -   | ULS 1 | FIN - | NAT - | JPN - | 8   | 6.º |